# 모터헤드
모터헤드(Motörhead/ˈmoʊtərhɛd/)는 1975년 6월에 결성된 영국의 록 밴드이다. 결성 당시의 구성원은 베이시스트, 보컬, 송라이터이자 현재까지 남아있는 유일한 구성원인 이안 "레미" 킬미스터, 기타리스트 래리 월리스, 드러머 루카스 폭스였다. 모터헤드는 1970년대 후반과 1980년대 초반의 헤비 메탈을 부흥시킨 뉴 웨이브 오브 브리티시 헤비 메탈의 주도자로 평가된다. 많은 드러머들과 기타리스트들이 밴드를 거쳐갔지만 모터헤드의 가장 많은 판매량을 낸 음반과 싱글에는 기타리스트 "패스트" 에디 클라크와 드러머 필 "필티 애니멀" 테일러가 공헌하였다.
모터헤드는 40년이 넘는 커리어 동안 22개의 정규 음반, 10개의 라이브 음반, 12개의 컴필레이션 음반, 5개의 EP 음반을 발매하였다. 삼인조 밴드로 활동한 그들은 1980년대 초반에 여러 싱글들을 UK 톱 40 차트에 올리면서 큰 성공을 거뒀다. 모터헤드의 대표 음반으로는 Overkill, Bomber, Ace of Spades, No Sleep 'til Hammersmith가 있다. 밴드는 VH1의 '최고의 하드 록 아티스트 100명' 목록에서 26위에 등극되었다. 2016년 기준, 그들은 전세계적으로 1500만 이상의 음반 판매량을 기록했다.
모테헤드의 음악은 헤비 메탈과 펑크 록을 합쳤다고 알려져 있으며 스피드 메탈과 스래시 메탈 장르의 선구자적인 역할을 했다. 그러나 1970년대 중반에 밴드의 프론트맨 레미 킬미스터는 우리는 로큰롤 밴드라고 주장했다. 그는 밴드가 여러 펑크 록 밴드들과 많은 공통점이 있다고 주장하지만 모터헤드는 그들만의 특유의 음악으로 펑크 록과 헤비 메탈씬 모두에 많은 공헌을 하였다.
레미 킬미스터는 2015년 12월 28일 전립선암과 심장질환으로 인하여 사망하였다. 그의 사망 이후 밴드의 드러머 미키 디와 기타리스트 필 캠벨은 모터헤드가 더 이상 활동하지 않을 것이라고 발표했다.

## 구성원
최종 라인업
- 이안 "레미" 킬미스터 – 베이스 기타, 리드 보컬 (1975–2015; 사망)
- 필 "위조" 캠벨 – 일렉 기타, 백 보컬 (1984–2015)
- 미키 디 – 드럼 (1992–2015)

전 구성원
- 래리 월리스 – 기타, 백 보컬 (1975–1976)
- 루카스 폭스 – 드럼 (1975)
- 필 "필티 애니멀" 테일러 – 드럼 (1975–1984, 1987–1992; 사망 2015)
- "패스트" 에디 클라크 – 기타, 백 보컬 (1976–1982; 사망 2018)
- 브라이언 "로보" 로버트슨 – 기타, 백 보컬 (1982–1983)
- 마이클 "워첼" 버스턴 – 기타, 백 보컬 (1984–1995; 사망 2011)
- 피트 길 – 드럼 (1984–1987)

## 음반 목록
- Motörhead (1977)
- Overkill (1979)
- Bomber (1979)
- Ace of Spades (1980)
- Iron Fist (1982)
- Another Perfect Day (1983)
- Orgasmatron (1986)
- Rock 'n' Roll (1987)
- 1916 (1991)
- March ör Die (1992)
- Bastards (1993)
- Sacrifice (1995)
- Overnight Sensation (1996)
- Snake Bite Love (1998)
- We Are Motörhead (2000)
- Hammered (2002)
- Inferno (2004)
- Kiss of Death (2006)
- Motörizer (2008)
- The Wörld Is Yours (2010)
- Aftershock (2013)
- Bad Magic (2015)